# Portugal Colonial
Portugal Colonial: revista de expansão e propaganda colonial publicou-se em Lisboa entre março de 1931 e fevereiro de 1937, num total de 72 números. O seu conteúdo, como indica o título, prende-se com tudo o que às colónias dissesse respeito (apesar de ser notória uma maior atenção dada à colónia angolana): “uma partilha de reflexões sobre os mais diversos problemas relacionados com a administração e o desenvolvimento das colónias, denunciando problemas, representando interesses de tipo corporativo e defendendo soluções”. Em suma, vê-se aqui abordada a essência da missão colonial, que contou com a participação de uma galeria de individualidades (membros do governo, altos quadros da administração colonial, militares, professores catedráticos etc.) entre os quais se destacam os nomes de: Henrique Galvão (1.º diretor), Agostinho de Campos, Francisco Alves de Azevedo, Henrique de Paiva Couceiro, Alexandre Lopes Galvão, A. Leite de Magalhães Armindo Monteiro, Joaquim Teixeira de Nóbrega, Henrique Parreira, Carlos de Brito Queiroga, Braz Temudo, Joaquim Paço d’Arcos, Joaquim Bensaúde, Teófilo Duarte, Maria Archer, e a nível gráfico Carlos Botelho e Diniz Fragoso.